# Europees Agentschap voor veiligheid en gezondheid op het werk

Beeldmerk

Het Europees Agentschap voor veiligheid en gezondheid op het werk (EU-OSHA) is een agentschap van de Europese Unie, opgericht in 1994 en gevestigd in Bilbao (Spanje).
Europa wordt geconfronteerd met talrijke problemen inzake veiligheid en gezondheid op het werk, die geen enkel land alleen kan oplossen. Het agentschap is daarom opgericht om de enorme hoeveelheid kennis en informatie waarover Europa beschikt (vooral op het gebied van preventieve maatregelen), te bundelen.
Het agentschap ontwikkelt een uitgebreid netwerk van websites over veiligheid en gezondheid en publiceert allerlei materiaal (van verslagen met gespecialiseerde informatie tot campagnemateriaal).
Het agentschap wordt geleid door een raad van bestuur waarin werknemers- en werkgeversorganisaties, de nationale regeringen en de Europese Commissie zijn vertegenwoordigd.